# Alain Mimoun

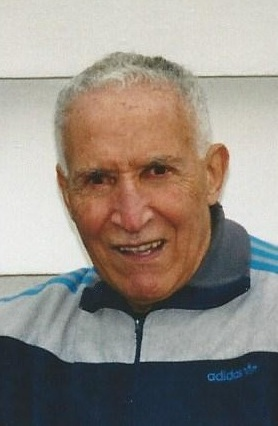
Alain Mimoun (2001)

Alain Mimoun (* 1. Januar 1921 in El Telagh, Französisch-Nordafrika, als Ali Mimoun Ould Kacha; † 27. Juni 2013 in Saint-Mandé, Île-de-France) war ein französischer Langstreckenläufer algerischer Herkunft und Olympiasieger im Marathonlauf.

## Werdegang
Er wuchs als Hirtensohn in einem algerischen Berberdorf auf. Als er 1939 in die französische Kolonialarmee eintrat, gab er sich den Vornamen Alain. Im Zweiten Weltkrieg kämpfte er erst in Belgien mit dem 6e régiment de tirailleurs algériens und später in Italien, wo er nach einer Verletzung durch eine Granate nur knapp einer Beinamputation entging.
Nach Kriegsende wurde er Kellner im Café des Racing Club de France, wo seine läuferische Karriere ihren Ausgang nahm. Er wurde achtmal französischer Meister über 5000 Meter und zwölfmal über 10.000 Meter. Bei den Europameisterschaften 1950 in Brüssel gewann er jeweils hinter Emil Zátopek die Silbermedaille über 5000 und 10.000 Meter.
Bei den Olympischen Spielen blieb ihm ein Sieg aber zunächst verwehrt. Dreimal, über 10.000 Meter bei den Spielen 1948 in London und über 5000 und 10.000 Meter bei den Spielen 1952, musste sich Mimoun mit der Silbermedaille hinter seinem schärfsten Rivalen, dem Tschechen Emil Zátopek, zufriedengeben. Trotz der sportlichen Rivalität waren Zátopek und Mimoun enge Freunde. Zum letzten Mal traten beide zum Ende ihrer sportlichen Laufbahn im Marathonwettbewerb der Olympischen Spiele 1956 in Melbourne gegeneinander an.
Das Rennen fand an einem sehr heißen Tag statt, was Zátopek, ohnehin gehandicapt durch Verletzungen, zu schaffen machte, während Mimoun, der seinen allerersten Marathon lief, sich bei den Temperaturen über 30 °C wohlzufühlen schien und sich bei Kilometer 25 vom Rest des Feldes absetzte. Nach 2:25:00 h überquerte Mimoun als Erster die Ziellinie. Dort wartete er auf seinen Freund Emil Zátopek, der als Sechster ins Ziel kam, vollständig ausgelaugt durch die extreme Hitze. Mimoun fragte Zátopek: „Emil, gratulierst Du mir nicht? Ich bin der Olympiasieger.“ Daraufhin umarmten sich Mimoun und Zátopek. Später nannte Mimoun diesen Moment wertvoller als seine Goldmedaille.
Nach diesem Sieg setzte Mimoun seine Karriere fort. Mit knapp 40 Jahren war er noch einmal im französischen Team für die Olympischen Spiele 1960 in Rom. 1966 wurde Mimoun zum sechsten Mal französischer Meister im Marathon. Im selben Jahr lief er die 10.000 Meter in 30:16,8 min – bis heute die weltweit drittschnellste Zeit in der Altersklasse M 45.
Mimoun wurde zum Großoffizier der Ehrenlegion ernannt und zum „französischen Leichtathleten des Jahrhunderts“ gewählt. Über 50 Sportstätten wurden in Frankreich nach ihm benannt. 1949 und 1956 wurde er von der Sportzeitung L’Équipe zu Frankreichs Sportler des Jahres („Champion des champions“) gewählt. 1999 folgte die Auszeichnung zu Frankreichs Leichtathlet des Jahrhunderts.

## Auszeichnungen
- Ritter (1956), Offizier (1972), Kommandeur (1999) sowie Großoffizier (2008) der Ehrenlegion
- Kommandeur des Ordens für Verdienste um das Sportwesen
- Ritter des Ordre national du Mérite
- Benennung eines Asteroiden nach ihm 2017: (41213) Mimoun